# Asthena plenaria
Asthena plenaria là một loài bướm đêm trong họ Geometridae.